# Joshua Liendo
Pour les articles homonymes, voir Liendo.
Joshua Liendo Edwards dit "Josh" Liendo, né le 20 août 2002 à Toronto, est un nageur canadien spécialiste des épreuves de nage libre et de papillon.

## Carrière sportive
En 2022 à l'occasion des championnats du monde à Budapest, Joshua Liendo remporte les médailles de bronze du 100 m nage libre et du 100 m papillon. Il repart également de la compétition avec la médaille d'argent du relais 4 × 100 m nage libre mixte. 
Quelques semaines plus tard lors des Jeux du Commonwealth de 2022 à Birmingham (Angleterre), il représente à nouveau l'équipe du Canada et remporte son premier titre international individuel sur son épreuve de prédilection, le 100 m papillon. Durant ces Jeux, il glane également les médailles de bronze du 50 m nage libre, du relais 4 × 100 m nage libre ainsi que du relais 4 × 100 m nage libre mixte. 
Lors des championnats du monde 2023 à Fukuoka (Japon), il remporte la médaille d'argent du 100 m papillon en améliorant son record national.

## Palmarès

### Jeux olympiques
- Jeux olympiques d'été de 2024 à Paris ( France) :
  -  Médaille d'argent du 100 m papillon

### Championnats du monde

#### Grand bassin
- Championnats du monde 2022 à Budapest 
  -  Médaille d'argent du relais 4 x 100 m nage libre mixte
  -  Médaille de bronze du 100 m nage libre
  -  Médaille de bronze du 100 m papillon

- Championnats du monde 2023 à Fukuoka 
  -  Médaille d'argent du 100 m papillon

- Championnats du monde 2025 à Singapour
  -  Médaille de bronze du relais 4 x 100 m quatre nages mixte

#### Petit bassin
- Championnats du monde de natation 2021 à Abou Dabi 
  -  Médaille d'or du relais 4 x 50 m nage libre mixte
  -  Médaille de bronze du 50 m nage libre
  -  Médaille de bronze du 100 m nage libre

### Jeux du Commonwealth
- Jeux du Commonwealth 2022 à Birmingham 
  -  Médaille d'or du 100 m papillon
  -  Médaille de bronze du 50 m nage libre
  -  Médaille de bronze du relais 4 x 100 m nage libre
  -  Médaille de bronze du relais 4 x 100 m nage libre mixte

### Championnats du monde juniors
- Championnats du monde juniors de natation 2019 à Budapest 
  -  Médaille d'argent du 100 m nage libre mixte
  -  Médaille de bronze du 4 x 100 m 4 nages

## Records

### Records personnels
Les tableaux ci-dessous détaillent les records personnels de Joshua Liendo au 01 aout 2023 . 
| Épreuve          | Temps   | Compétition                   | Lieu              | Date            | Commentaire     |
| 50 m nage libre  | 21 s 61 | Championnats du monde         | Budapest, Hongrie | 24 juin 2023    | Record national |
| 100 m nage libre | 47 s 55 | Championnats du monde         | Budapest, Hongrie | 21 juin 2023    |                 |
| 50 m papillon    | 23 s 27 | Bell Canadian Swimming Trials | Toronto, Canada   | 2 avril 2023    | Record national |
| 100 m papillon   | 50 s 34 | Championnats du monde         | Fukuoka, Japon    | 29 juillet 2023 | Record national |

| Épreuve          | Temps   | Compétition           | Lieu                           | Date             | Commentaire     |
| 50 m nage libre  | 20 s 76 | Championnats du monde | Abou Dabi, Émirats Arabes Unis | 19 décembre 2021 | Record national |
| 100 m nage libre | 45 s 82 | Championnats du monde | Abou Dabi, Émirats Arabes Unis | 21 décembre 2021 |                 |
| 50 m papillon    | 22 s 52 | Championnats du monde | Abou Dabi, Émirats Arabes Unis | 19 décembre 2021 |                 |
| 100 m papillon   | 50 s 00 | Championnats du monde | Abou Dabi, Émirats Arabes Unis | 17 décembre 2021 |                 |